# Bohuslav Sobotka
Pour les articles homonymes, voir Sobotka.
Bohuslav Sobotka, né le 23 octobre 1971 à Telnice, est un homme d'État tchèque, membre du Parti social-démocrate tchèque (ČSSD). Il est Président du gouvernement de la République tchèque du 17 janvier 2014 au 6 décembre 2017.
Il est diplômé en droit de l'université Masaryk et participe en 1990 à la fondation des Jeunes sociaux-démocrates. Élu à la Chambre des députés en 1996, il devient président du groupe parlementaires ČSSD en 2001.
Après les élections législatives de 2002, il occupe pendant quatre ans les fonctions de ministre des Finances, avec le titre de vice-président du gouvernement entre 2003 et 2004, et de premier vice-président du gouvernement de 2005 à 2006. Il retrouve en 2009 la présidence du groupe social-démocrate, avant de prendre en 2011 celle du parti.
À la suite des élections législatives de 2013, il devient président du gouvernement en janvier 2014, à la tête d'une coalition centriste. En 2017, après une crise politique l'opposant au président de la République, Miloš Zeman, et à son ministre des Finances, Andrej Babiš, il renonce à briguer un nouveau mandat en vue des élections législatives, à l'issue desquelles son parti réalise un score historiquement bas.

## Biographie

### Vers la politique
Au début des années 1980, il déménage à Slavkov u Brna, puis sa famille s'installe à Bučovice en 1986. Quatre ans plus tard, il entre à l'université Masaryk de Brno. Il y étudie le droit pendant cinq ans et termine ses études par un mémoire sur la social-démocratie tchèque.

### L'ascension d'un député
Membre du Parti social-démocrate tchèque depuis 1989, il participe en 1990 à la fondation des Jeunes sociaux-démocrates (MSD).
Il est élu à la Chambre des députés au cours des élections législatives des 31 mai et 1er juin 1996, à l'âge de 24 ans. Il est réélu lors du scrutin des 19 et 20 juin 1998, alors que le ČSSD accède au pouvoir. Quelques semaines plus tard, aux élections locales des 13 et 14 novembre, il est élu au conseil municipal de Slavkov u Brna, une petite ville au centre de la Moravie-du-Sud.
À la suite de l'élection de Zdeněk Škromach comme vice-président du Parti social-démocrate, il est choisi pour le remplacer en tant que président du groupe parlementaire, le 22 mai 2001, à l'âge de 29 ans.

### Ministre des Finances
Après les élections législatives des 14 et 15 juin 2002, Bohuslav Sobotka est nommé à 30 ans ministre des Finances le 15 juillet, dans le gouvernement de coalition de Vladimír Špidla.
Il prend le titre de vice-président du gouvernement le 30 décembre 2003. Il s'en voit cependant privé le 4 août 2004, lorsque Stanislav Gross prend la suite de Špidla comme président du gouvernement. Il est toutefois maintenu dans ses fonctions ministérielles.
Désigné vice-président du Parti social-démocrate le 25 mars 2005, il est obtient le titre de premier vice-président du gouvernement, tout en restant ministre des Finances, à peine un mois plus tard le 25 avril, lorsque Jiří Paroubek succède à Gross, contraint à la démission. Le 24 septembre, Sobotka est chargé de l'intérim à la présidence du ČSSD, du fait du départ de Gross. Il cède ces fonctions à Paroubek le 13 mai 2006.

### Une figure de l'opposition
Aux élections législatives des 2 et 3 juin 2006, le Parti social-démocrate est renvoyé dans l'opposition après quatre ans de pouvoir. Le 4 septembre, il quitte ses fonctions ministérielles après que le libéral Mirek Topolánek a constitué son gouvernement. Toujours député, il devient président de son groupe parlementaire le 1er janvier 2009, à dix-huit mois des législatives, succédant à Michal Hašek.

### Président du Parti social-démocrate
Aux élections législatives des 28 et 29 mai 2010, le Parti social-démocrate tchèque réalise sa pire performance depuis 1992 avec à peine 23 % des suffrages et 56 députés sur 200. Paroubek démissionne immédiatement de la présidence du parti et Sobotka assume de nouveau l'intérim.
Le 18 mars 2011, il est élu président du ČSSD avec seulement quatre voix d'avance sur Hašek, président de la Région de Moravie-du-Sud, dont il décide de faire son premier vice-président à sa place. Il cède le 6 décembre la présidence du groupe social-démocrate de la Chambre à Jeroným Tejc.

### Président du gouvernement
Les élections législatives anticipées des 25 et 26 octobre 2013 constituent un nouveau recul pour les sociaux-démocrates, qui ne recueillent que 20,5 % des voix et 50 élus. La coalition précédemment au pouvoir se trouvant laminée, il entreprend de construire une nouvelle majorité avec le parti libéral Action des citoyens mécontents (ANO 2011) de l'homme d'affaires Andrej Babiš et les anciens alliés du ČSSD, l'Union chrétienne démocrate - Parti populaire tchécoslovaque (KDU-ČSL).

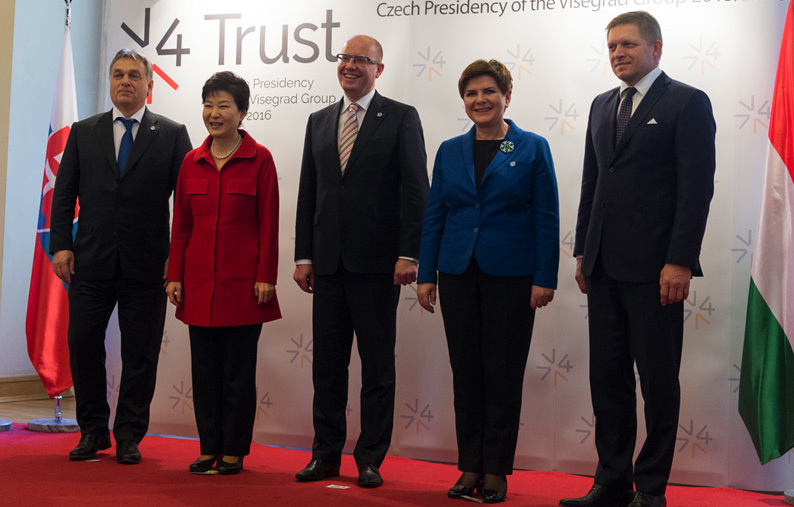
Bohuslav Sobotka avec Viktor Orbán, Park Geun-hye, Beata Szydło et Robert Fico, en 2015.

Le 21 novembre suivant, le président de la République, Miloš Zeman, le désigne formateur. Le 17 janvier 2014, Bohuslav Sobotka est nommé à 42 ans président du gouvernement de la République tchèque. Il présente son gouvernement de seize ministres au chef de l'État le 29 janvier. Se soumettant le 18 février au vote de confiance de la Chambre des députés, il le remporte facilement par 110 voix pour, 38 contre et 33 abstentions.
Lors des élections européennes de mai 2014, le ČSSD tombe à 14 % des suffrages exprimés, rétrogradant en troisième position des forces politiques tchèques, derrière ANO 2011 qui se classe premier.
Le 2 mai 2017, en conflit avec Andrej Babiš au sujet de soupçons de fraude fiscale pesant sur ce dernier, il annonce sa démission, devant entrainer celle de tout le gouvernement, afin de le remplacer au poste de ministre des Finances ou d'anticiper les élections législatives prévues à l'automne. Il revient sur sa décision trois jours plus tard, le président Miloš Zeman refusant de considérer l'ensemble du gouvernement comme démissionnaire, et lui demande de révoquer seulement Andrej Babiš,.
Il renonce à la présidence du ČSSD en juin 2017, laissant Milan Chovanec assurer l'intérim et conduire le parti en vue des élections législatives d'octobre 2017. Lors de celles-ci, le ČSSD arrive en sixième position, obtenant 7,27 % des voix et 15 sièges, soit le plus faible score de son histoire (20,45 % et 35 sièges en 2013). Andrej Babiš, grand vainqueur du scrutin, est pressenti pour lui succéder à la tête du gouvernement.

### Vie privée
Bohuslav Sobotka est marié et père d'un enfant.